# Marquise Blair
Marquise Blair (Wooster, 18 luglio 1997) è un giocatore di football americano statunitense che milita nel ruolo di safety per i Seattle Seahawks della National Football League (NFL).

## Carriera universitaria
Blair al college giocò a football con gli Utah Utes dal 2017 al 2018. Nell'ultima stagione fu inserito nella seconda formazione ideale della Pac-12 Conference.

## Carriera professionistica

### Seattle Seahawks
Blair fu scelto nel corso del secondo giro (47º assoluto) del Draft NFL 2019 dai Seattle Seahawks. Debuttò come professionista subentrando nella vittoria interna del primo turno sui Cincinnati Bengals mettendo a segno un tackle. La sua stagione da rookie si concluse con 32 placcaggi in 14 presenze, 3 delle quali come titolare.
Nel secondo turno della stagione 2020 contro i New England Patriots Blair si ruppe il legamento crociato anteriore, perdendo tutto il resto dell'annata.

### Carolina Panthers
Il 5 settembre 2022 Blair firmò con la squadra di allenamento dei Carolina Panthers.

### Philadelphia Eagles
IL 16 novembre 2022 Blair firmò con la squadra di allenamento dei Philadelphia Eagles. Fu svincolato il 13 dicembre
Il 9 febbraio 2023 Blair firmò un nuovo contratto da riserva con gli Eagles. Fu svincolato il 24 aprile 2023.

### Ritorno ai Seattle Seahawks
Il 26 luglio 2024 Blair firmó per fare ritorno ai Seattle Seahawks.